# برج سيدني
برج سيدني (بالإنجليزية: Sydney Tower)‏، هو أطول مبنى في سيدني في أستراليا، كما ويُعد ثاني أطول برج مراقبة في نصف الكرة الجنوبي. يُعرف البُرج أيضا بأسماء عدة منها برج سنتربوينت وبُرج إيه إم بي وبُرج الزهور وبُرج غلاور وبيغ بوك. بُرج سيدني عضو في الاتحاد العالمي للأبراج العالية.
يبلغ ارتفاع البرج 309 متر (1,014 قدم)، ويتواجد في ماركت ستريت [الإنجليزية] في منطقة سيدني المركزية للأعمال، بين شارعي بيت وكاسلريه. يمكن الوصول للبُرج من خلال مول شارع بيت [الإنجليزية] أو ماركت ستريت أو كاسلريه ستريت ويوجد فوق مركز تسوق ويستفيلد سيدني [الإنجليزية] (سنتربوينت سابقًا). البرج مفتوح للجمهور، وهو أحد أبرز المعالم السياحية في مدينة سيدني، حيث يمكن رؤيته من عدد من النقاط البارزة في جميع أنحاء المدينة ومن الضواحي المجاورة. برج سكاي تاور في أوكلاند أطول لكن منصة المراقبة [الإنجليزية] الرئيسية لبرج سيدني أعلى حوالي 30 متر (98 قدم) من منصة المراقبة في برج سكاي تاور في أوكلاند.
على الرغم من أن مركز التسوق في قاعدة البُرج تديره مجموعة إس سنتر [الإنجليزية]، إلا أن البرج نفسه تُشغله مجموعة تريباس وايت.

## تاريخ
تولى المُهندس المعماري الأسترالي دونالد كرون مُهمة تصميم البُرج، وقد أُعلن عن الخُطط الأولى لإنشاء البرج في مارس 1968. بدأ تشييد مبنى المكاتب في عام 1970، وبدأ بناء البرج سنة 1975. قبل بناء البُرج، كان الحد الأقصى لارتفاع المباني في سيدني 279 متر (915 قدم)، وذلك لفسح المجال للقوارب الطائرة بالميناء، والتي كانت شائعة آنذاك قبل ظهور الطائرات النفاثة. تولت شركة آيه إم بي المحدودة أعمال إنشاء البُرج، إلى جانب مجموعة والتر لأعمال البناء [الإنجليزية] المقاول الرئيسي في المشروع. بلغت التكلفة الإجمالية لأعمال البناء 36 مليون دولار أسترالي.
فُتح البرج أمام العُموم في سبتمبر 1981. في عام 1998، أدت إضافة مانع الصواعق إلى قمة البرج إلى زيادة الارتفاع الكلي للبرج أربع أمتار إضافية، ليزداد ارتفاع البُرج من 305 مترًا إلى 309 متر (1,014 قدم) مترًا.
بينما كانت شركة آيه إم بي تُدير مركز التسوق سنتربوينت، كان يُشار للبُرج رسميًا باسم برج آيه إم بي. بعد استحواذ مجموعة ويستفيلد [الإنجليزية] على ملكية سنتربوينت في ديسمبر 2001، تم تغيير اسم البرج إلى برج سيدني.
في سنة 2009، أُغلق المبنى الأساسي من أجل فسح المجال أمام إصلاحات وأعمال تجديد. تضمن التجديد ربط مركز التسوق بأروقة أخرى وتحديث كامل لجميع المواقع. أعيد افتتاح مركز التسوق بشكل تدريجي ابتداء من عام 2010 وتم تغيير اسمه إلى ويستفيلد سيدني [الإنجليزية]. في يونيو 2011، أُزيل شعار آيه إم بي من البُرج بواسطة مروحية، واستُبدل بشعار ويستفيلد.
في 2011، استحوذت شركة ميرلين إينترتاينمنت [الإنجليزية] على حقوق تشغيل منصة المراقبة، وأطلقت بعدها عليها اسم عين برج سيدني (بالإنجليزية: Sydney Tower Eye)‏.

## البنية

### الأقسام
أربعة أقسام من البرج مفتوحة أمام الجُمهور، ثلاثة منها تُشغلها سيدني تاور داينينغ. في الطابق الأول من البُرج، يوجد مطعم 360 بار آند داينينغ، وهُو مطعم يُمكن من خلاله رؤية جميع أفق سيدني. في الطابق الثاني من البُرج، يوجد بوفيه برج سيدني. يضم الطابق الثالث استوديو يتسع لمُناسبات يُمكن أن تستضيف 200 شخص و156 ضيف.
تقع منصة مراقبة البُرج، والتي تُسمى حاليًا عين برج سيدني أو سيدني تاور آي، في الطابق الرابع من برج سيدني. للوصول إلى هذا الطابق، يمكن للزوار شراء تصريح مرور من الشركة المُشغلة أو عند البوابة. يسمح امتلاك هذا التصريح لحامله بولوج مناطق جذب سياحية أخرى في سيدني بما في ذلك وايلد لايف سيدني [الإنجليزية] وسيدني أكواريوم [الإنجليزية]. ترتفع عين برج سيدني 250 متر (820 قدم) فوق مستوى سطح البحر، ويحتوي على منصة عرض مغلقة بالكامل توفر إطلالات بزاوية 360 درجة على المدينة والمناطق المحيطة بها. يضم هذا الطابق أيضًا محلًا صغيرًا لبيع الهدايا وشاشات لمس متعددة اللغات، وشاشة تعرض بيانات حول سرعة الرياح واتجاهها وسعة التأرجح وإحصائيات أخرى عن البرج. في 23 سبتمبر 2011، افتُتحت سينما رباعية الأبعاد في الطابق الرابع من البُرج، وقد عُرض يوم الافتتاح فيلم يعرض مشاهد ولقطات من مواقع مختلفة في سيدني. هذه السينما هي الأولى من نوعها في أستراليا، وتضُم داخل قاعة العرض تأثيرات رياح وفقاعات ونيران.
سكاي وولك عبارة عن منصة بأرضية زجاجية في الهواء الطلق تحيط بسيدني تاور آي على ارتفاع 268 متر (879 قدم) فوق مستوى سطح البحر. تمتد منصة سكاي وولك على حافة الهيكل الرئيسي لسيدني تاور آي. افتُتحت هذه المنصة في 18 أكتوبر 2005، بتكلفة بناء بلغت 3.75 مليون دولار أسترالي، وقد استغرق تصميمها أربع سنوات، في حين دامت أعمال البناء شهرين. لا يُمكن الوصول إلى هذه المنصة إلا من خلال الجولات المخطط لها.

### تفاصيل
يتسع البرج الذهبي بالقرب من أعلى البرج لـ 960 فردًا. يُمكن الوصول إلى منصة المراقبة عن طريق ثلاثة مصاعد من طابقين [الإنجليزية] عالية السرعة، يتسع كل منها ل8 إلى 10 أشخاص. تتحرك المصاعد بسرعة كاملة أو نصف أو ربع، حسب ظروف الرياح. بالسرعة الكاملة، يُمكن الوصول لمنصة المُراقبة في 45 ثانية.

## الأحداث الثقافية
في الفترة التي سبقت أولمبياد سيدني 2000، زُين البرج بمنحوتات للفنان الأسترالي دومينيك ساتون، وقد كانت عبارة عن منحوتة لعداء يرتفع من مُساعد بدء، ومنحوتة أخرى للاعب جمباز يؤدي الوقوف على اليدين، ومنحوتة أخرى للاعب كرة سلة على كرسي متحرك يُمرر الكرة. أُزيلت هذه المنحوتات سنة 2003 ونُقلت إلى حديقة سيدني الأولمبية [الإنجليزية] في خليج هومبوش [الإنجليزية].
في عدة مناسبات، استُخدم البرج كمنصة لإطلاق الألعاب النارية، أو أُضيء بأضواء ملونة كجزء من الاحتفالات المختلفة في سيدني، مثل ليلة رأس السنة أو خلال الألعاب الأولمبية لسنة 2000.
يجري في البرج بشكل سنوي تحدي سيدني تاور ستاير (بالإنجليزية: Sydney Tower Stair Challenge)‏، وهُو تحدي يتمثل في صعود 1504 درجًا من مول شارع بيت [الإنجليزية] إلى منصة المراقبة. تُخصص أرباح الحدث لمُساعدة مُؤسسات رعاية مرضى السرطان، كما يتأهل صاحبا المركز الأول والثاني للمُشاركة في مُسابقة صعود مبنى إمباير ستيت. أُلغي هذا الحدث سابقا في كل من 2011 و2012.

## الحوادث
في 8 مارس 2018، أُغلقت منصة سكاي وولك لمدة خمسة أسابيع بعد انتحار امرأة تبلغ من العمر 21 عامًا قامت بإزالة حزام الأمان الخاص بها وقفزت من البرج أثناء قيامها بجولة. أعيد افتتاح المنصة في 12 أبريل 2018، بعد إجراء تحقيق في الحادث وقيام البرج بتحسين معدات السلامة.
في نفس السنة، سقط رجل من على منصة المراقبة وتوفي.

## جائزة التراث الهندسي
حصل البُرج على جائزة التراث الهندسي من مُنظمة مُهندسي أستراليا [الإنجليزية] كجزء من برنامج التعرف على التراث الهندسي.

## في الثقافة الشعبية
- ظهر البرج في فيلم الرسوم المتحركة المنقذون في أستراليا، والذي أنتجته شركة ديزني سنة 1990، وأيضا في فيلم الرسوم المتحركة البحث عن نيمو، والذي أُنتج بشكل مشترك بين شركتي ديزني وبيكسار.
- في فيلم مهمة مستحيلة 2، والذي صدر سنة 2000، يُرى البرج في عدة لقطات، وعادة ما ترد هذه اللقطات عندما تظهر منطقة الأعمال المركزية في سيدني.
- ظهر البرج أيضا في فيلم مايتي مورفين باور رينجرز عام 1995، حيث استُخدم كمرصد آنجل غروف.[38]
- دُمر البرج في فيلم غودزيلا: الحروب النهائية [الإنجليزية] وفيلم سنة 2005 فيلم سوبرنوفا [الإنجليزية].
- هُدم البرج في فيلم قصير حمل عُنوان والتزينغ تيلدا [الإنجليزية] وصدر سنة 2017.

## معرض صور

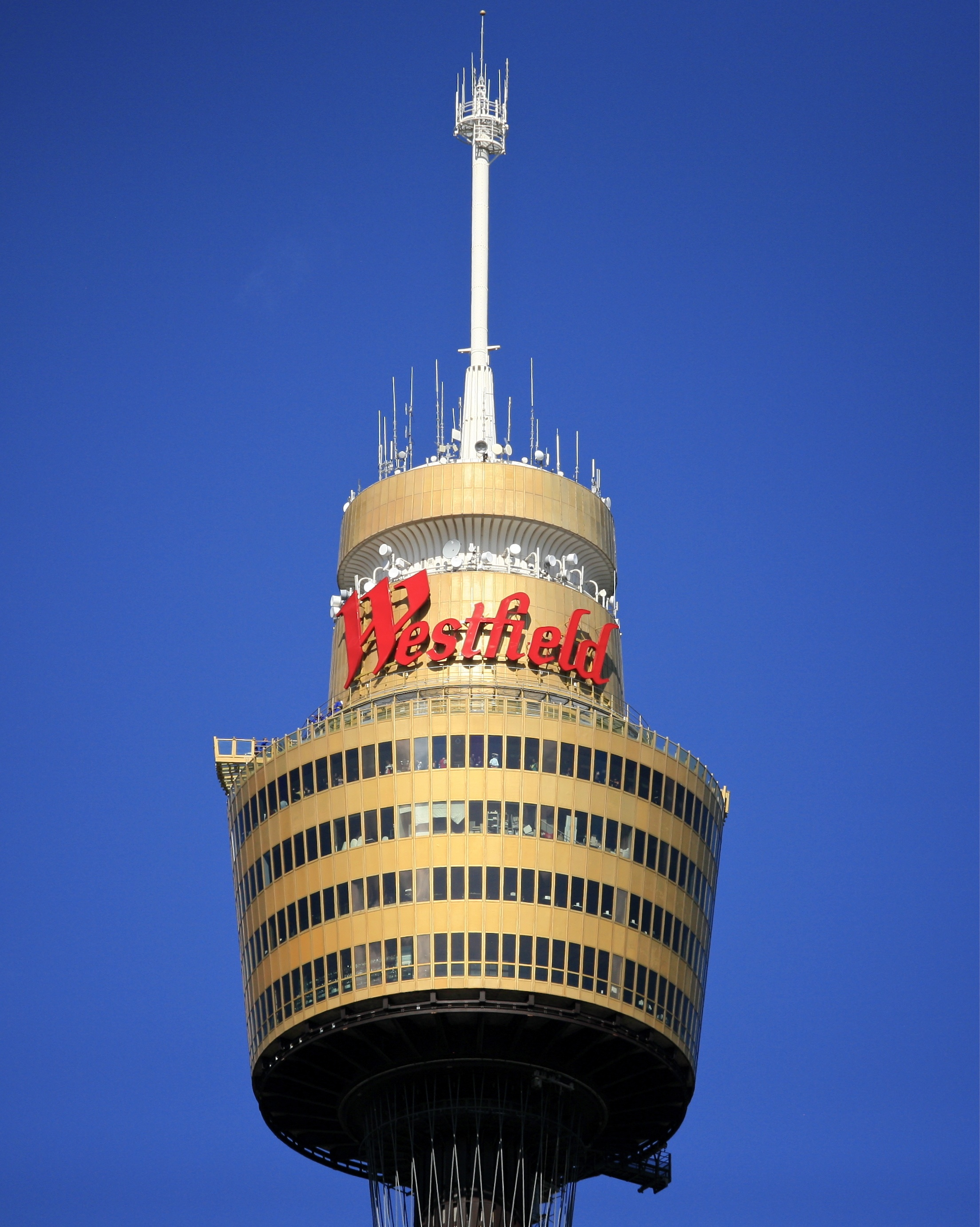
شعار مجموعة ويستفيلد [الإنجليزية] على قمة البُرج.
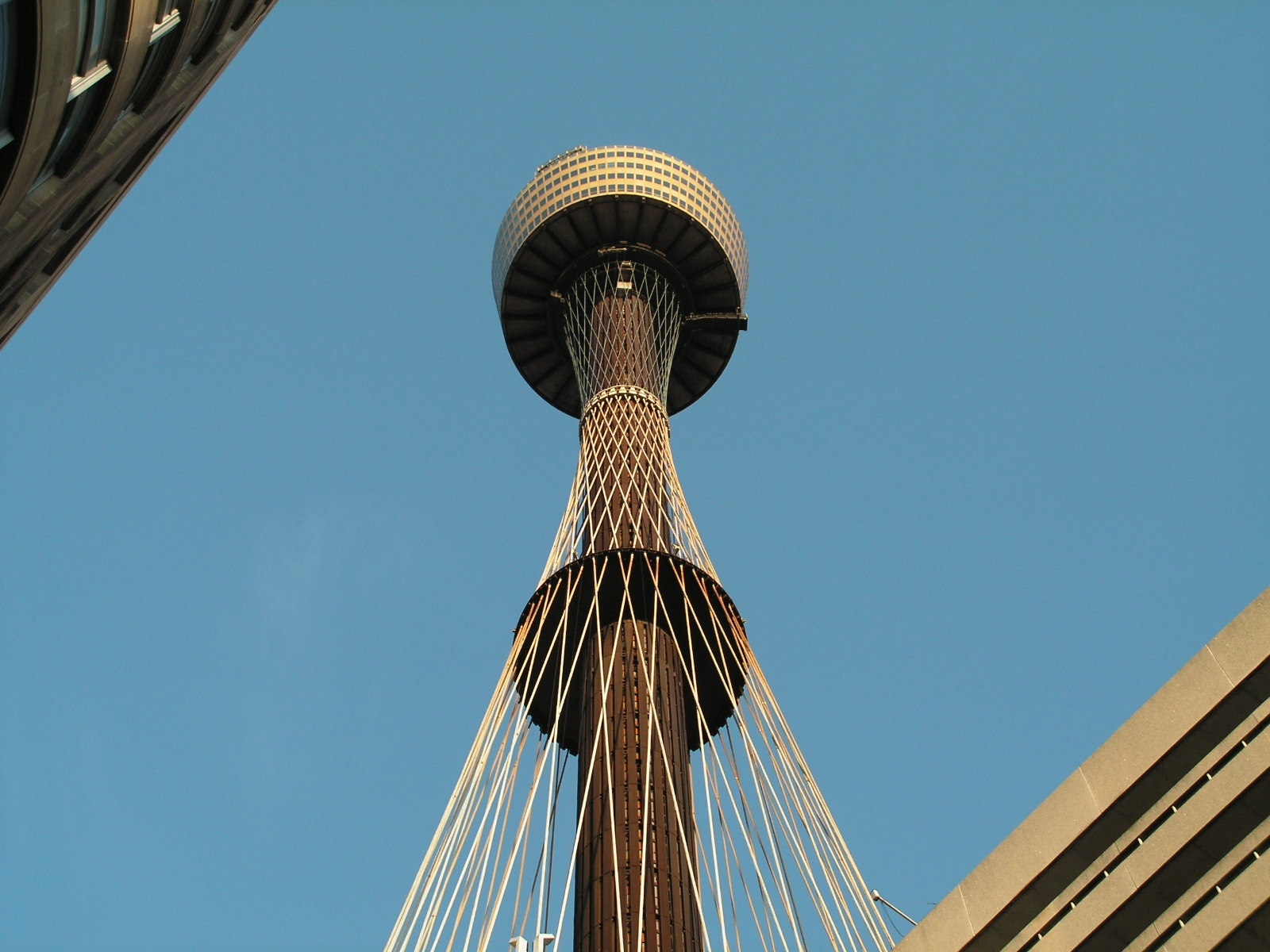
بُرج سيدني.
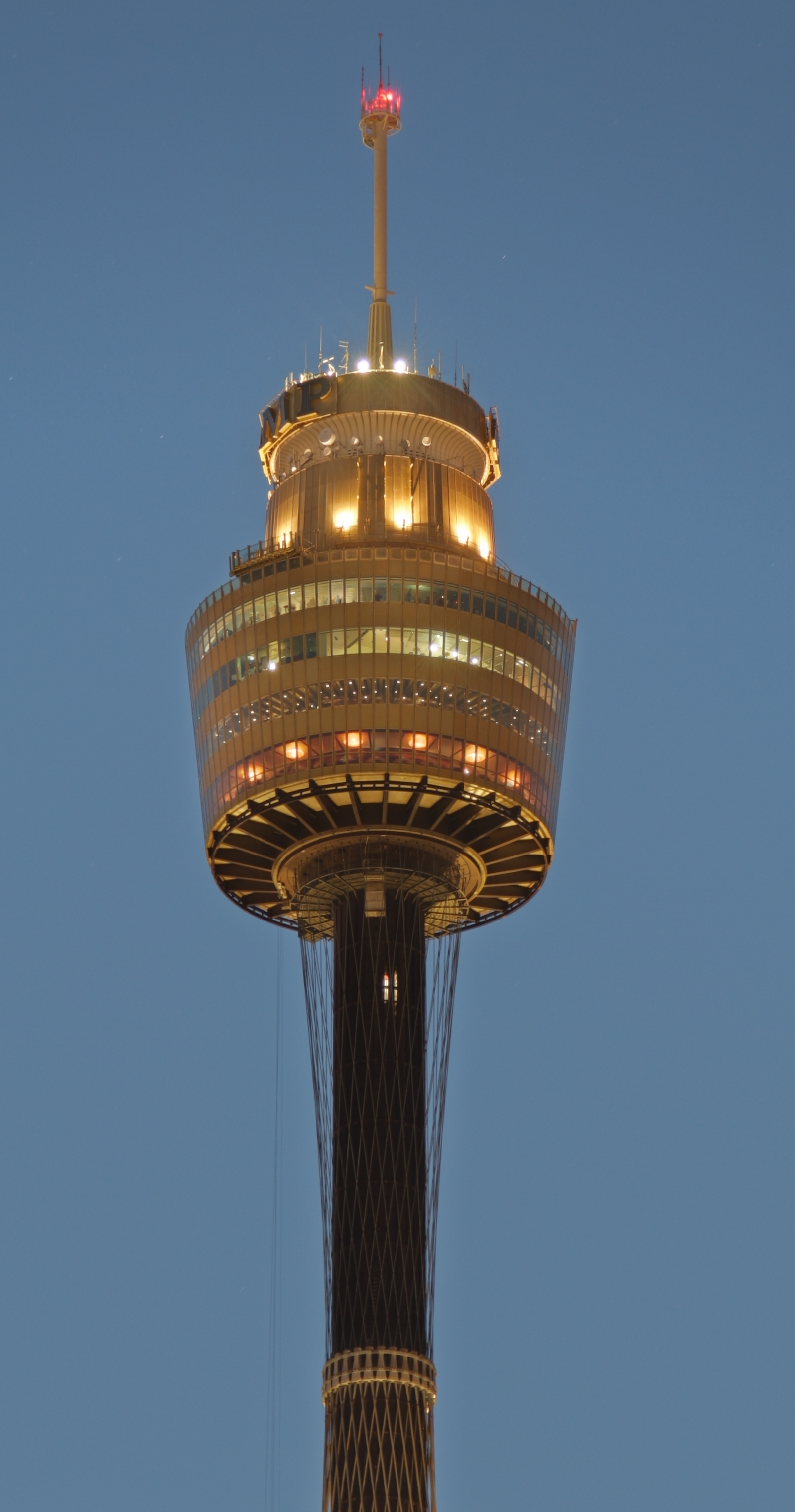
البرج عند غروب الشمس.
بُرج سيدني من ماركت ستريت [الإنجليزية] سنة 1985.
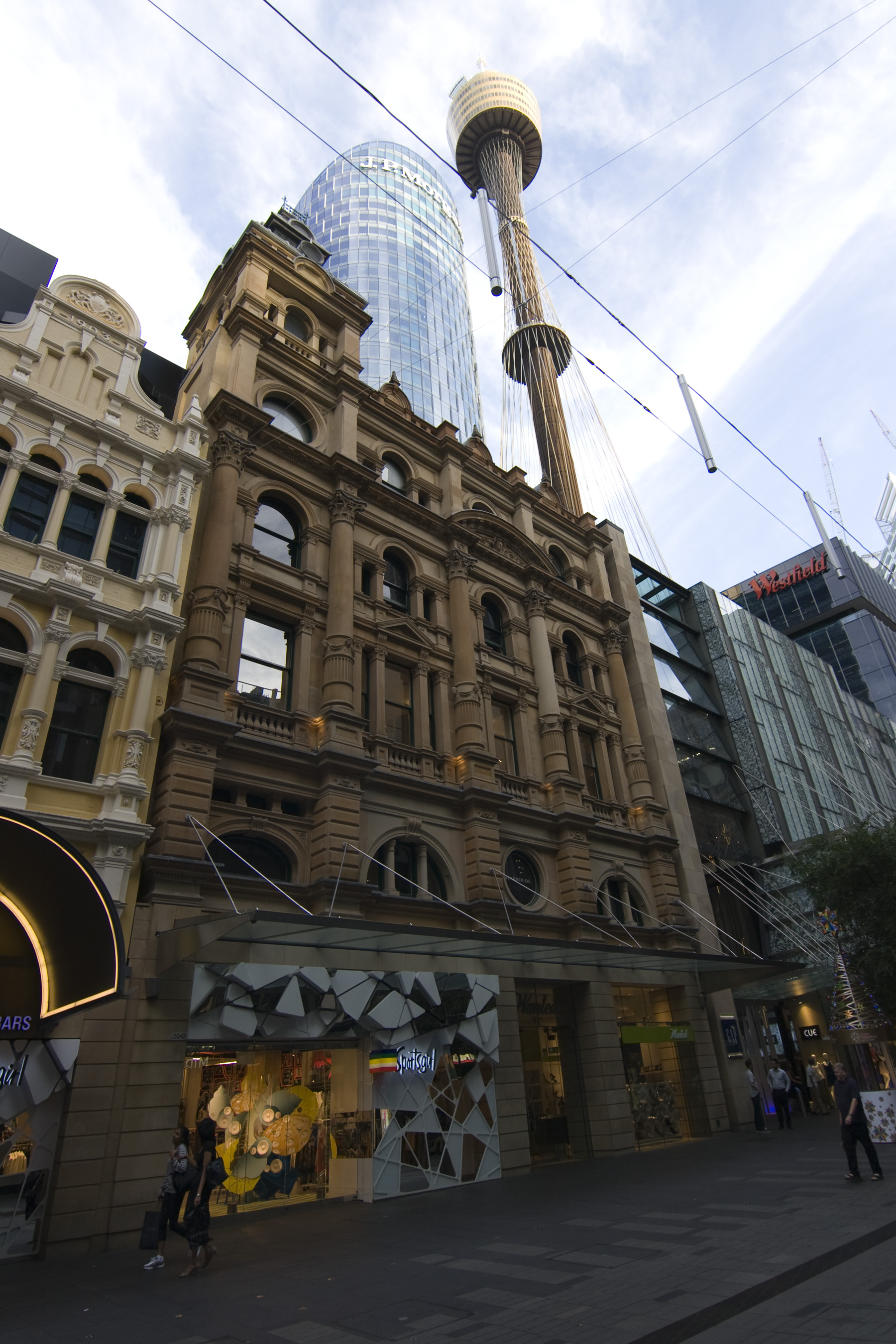
بُرج سيدني من مول شارع بيت [الإنجليزية].
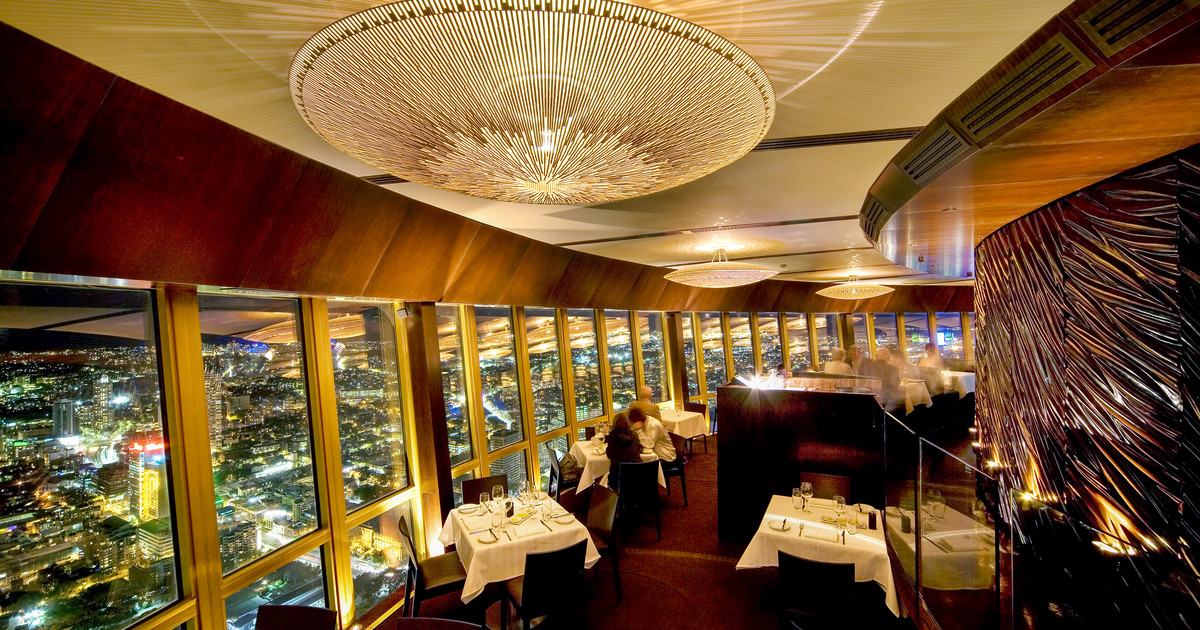
مطعم داخل البُرج.

## أنظر أيضا
- قائمة أطول الأبراج في العالم.

## روابط خارجية
- برج سيدني  على موقع ستركتر

- الموقع الرسمي لسيدني تاور آي
- "Centrepoint (formerly AMP Tower) (see also Westfield Sydney City)". Sydney Architecture. مؤرشف من الأصل في 2022-12-30. اطلع عليه بتاريخ 2013-06-22. – يضُم صورا للبُرج أثناء فترة البناء.
- Sydney Tower gets "re-badged" – مُدونة تضُم صورا ومقالات صحفية للبُرج
- Mark Dunn (2008). "Centrepoint Tower". Dictionary of Sydney. Dictionary of Sydney Trust. مؤرشف من الأصل في 2022-12-30. اطلع عليه بتاريخ 2015-10-09.